# رابین ندول
رابین نِدوِل (انگلیسی: Robin Nedwell؛ ۲۷ سپتامبر ۱۹۴۶ – ۱ فوریهٔ ۱۹۹۹) کمدین و بازیگر اهل بریتانیا بود.
از فیلم‌ها یا مجموعه‌های تلویزیونی که وی در آن‌ها نقش داشته است، می‌توان به دکتربعدازاین اشاره نمود.